# Palais Harrach (Ungargasse)
Pour le palais situé à Prague, voir Palais Harrach.
Le Palais Harrach était un palais dans Ungargasse (de), une rue de Landstrasse, devenu un quartier de Vienne.

## Histoire

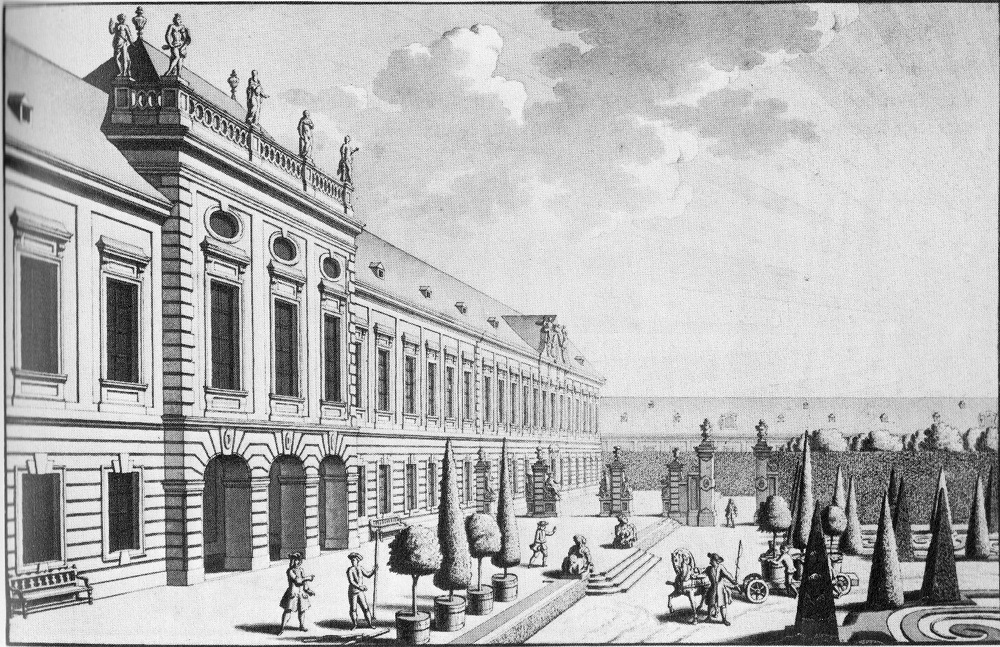
Le Palais Harrach côté jardin

Ernestine, née comtesse Dietrichstein, veuve comtesse Gallas, qui a épousé en 1721 Aloys Thomas Raimund von Harrach, diplomate et homme d'État, achète en 1727 une maison de campagne avec un jardin et les propriétés voisines pour avoir un espace élargi. Son époux demande à Lukas von Hildebrandt entre 1727 et 1735 un palais et un jardin avec deux cours d'honneur et une chapelle dédiée à saint Janvier (ainsi qu'une peinture pour l'autel à Martino Altomonte). Il demande aussi des sculptures ornementales à Elias Hügel (de) et son gendre Franz Trumler (de).
Aloys Thomas Harrach laisse la propriété en 1742 à son fils Friedrich August, gouverneur des Pays-Bas autrichiens, dont les descendants le revendront en 1791 à l'empereur Léopold II. François Ier achète davantage de terrain.
Sous les règnes de Ferdinand Ier et de François-Joseph Ier, le jardin est divisé et réaménagé. En 1841, se créé une société d'horticulture. François-Joseph en revend une partie en 1858 le Rudolfstiftung (de) et une académie militaire (de). Dans le jardin réside entre 1839 et 1849 la garde de l'armée du royaume lombardo-vénitien puis entre 1850 et 1918 la Militär-Reitlehrer-Institut (de).
En 1912, le grand escalier principal du palais est enlevé, le prince héritier François-Ferdinand le fait installer dans le château d'Eckartsau. En novembre 1918, le palais devient la propriété de la République d'Autriche allemande (et à l'automne 1919, de la république d'Autriche).

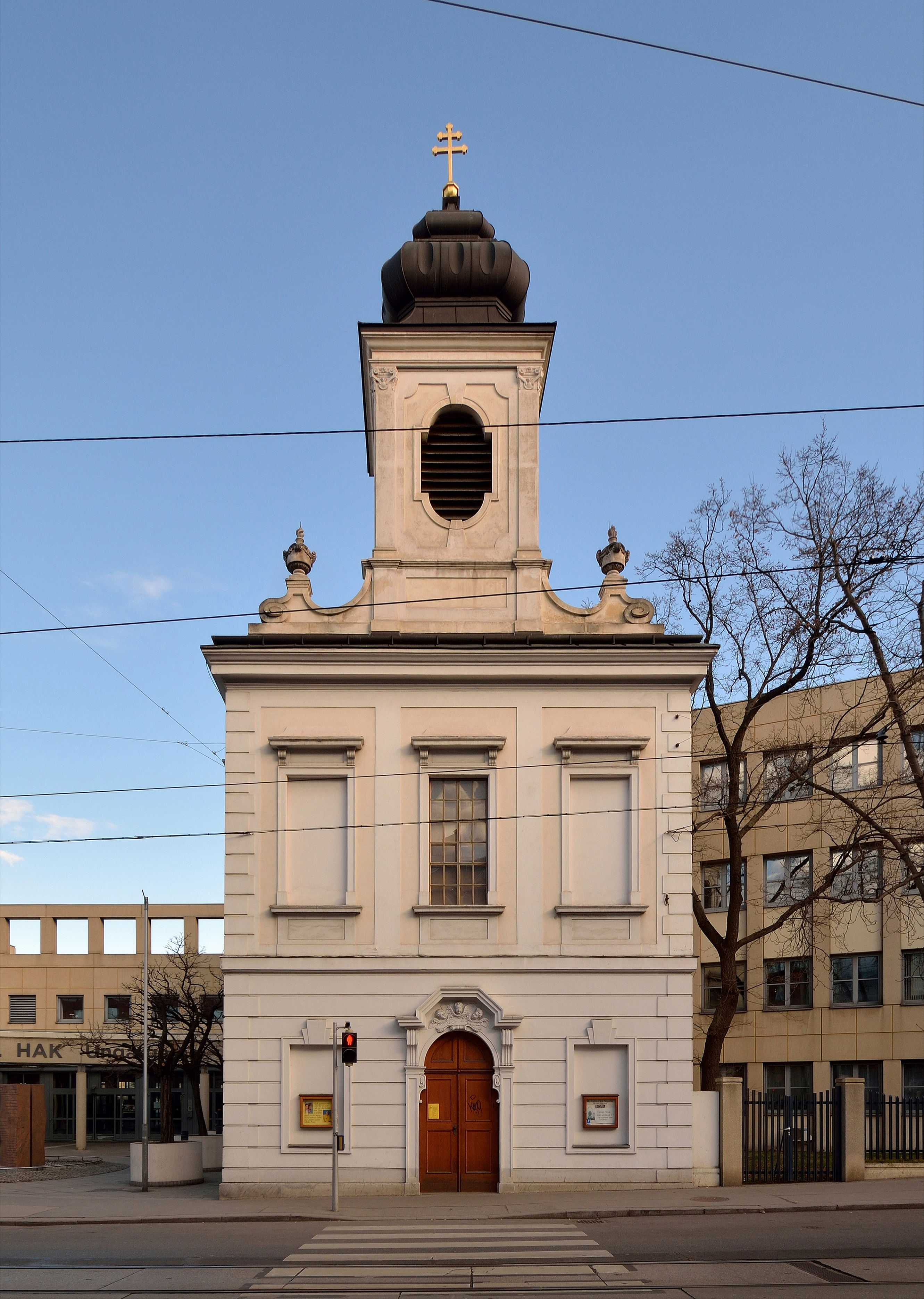
La chapelle Saint-Janvier en 2014

À la fin de la Seconde Guerre mondiale, le Palais Harrach est gravement endommagé par un bombardement. En 1968, on enlève les ruines, sauf la chapelle Saint-Janvier, pour construire un immeuble résidentiel. Entre 1985 et 1987, la Schulzentrum Ungargasse (de) est construite sur le lieu et la chapelle restaurée.

## Source, notes et références
- (de) Cet article est partiellement ou en totalité issu de l’article de Wikipédia en allemand intitulé « Palais Harrach (Ungargasse) » (voir la liste des auteurs).